# Obduction
Obduction is een computerspel dat is ontwikkeld en uitgegeven door Cyan Worlds, en kwam uit op 24 augustus 2016.

## Spel
In Obduction wordt de speler ontvoerd van de aarde door buitenaardse wezens, en getransporteerd naar een van hun werelden, een vreemde buitenaardse wereld met menselijke elementen. Het doel is een weg naar huis te vinden door middel van het oplossen van puzzels. Het spel speelt als een avonturenspel vanuit een enkelpersoon-gezichtsveld, en laat de speler de omgeving van verschillende werelden ontdekken door middel van een wijs-en-klik-aan principe. Tijdens het spel maakt de speler beslissingen die invloed hebben op de afloop van het spel.

## Ontwikkeling
Obduction werd bedacht door Rand Miller en de muziek is gecomponeerd door Robyn Miller. Deze broers zijn de bedenkers van de oorspronkelijke Myst-serie. Het spel wordt gezien als spiritueel opvolger van Cyan's voorgaande spellen, Myst en Riven.
Obduction werd gesponsord door een Kickstarter-campagne, gestart in 2013, en bracht uiteindelijk 1,3 miljoen dollar op. Het spel werd op 24 augustus 2016 uitgebracht voor Windows. Een versie voor macOS is uitgekomen op 29 maart 2017.
Intern werd het spel ontwikkeld met het idee van "Myst in de ruimte". De speler ontdekt verschillende buitenaardse werelden via het heen en weer reizen, vergelijkbaar met de Ages in Myst. Dit principe lijkt op de "Linking Books" uit de Myst-serie.

### Virtual reality
Een virtual reality-versie voor de Oculus Rift kwam uit op 1 november 2016. Cyan heeft aangekondigd plannen te hebben voor een versie voor de PlayStation VR, en voor de HTC Vive.

## Muziek
De muziek werd gecomponeerd door Robyn Miller, die ook de muziek schreef voor de spellen Myst en Riven. Miller sloeg in eerste instantie het aanbod af, maar werd in de loop van het project steeds enthousiaster en besloot alsnog te tekenen. In een interview vertelde Miller dat het schrijven van spelmuziek niet-lineair is, en gerelateerd moet zijn aan het moment waarin de speler zich bevindt. Voor het componeren van de muziek gebruikte Miller een mix van software- en hardware-synthesizers.